# Acalolepta papuana
Acalolepta papuana är en skalbaggsart som först beskrevs av Stefan von Breuning 1939.  Acalolepta papuana ingår i släktet Acalolepta och familjen långhorningar. Inga underarter finns listade i Catalogue of Life.